# パストール・ガリフィアーノ

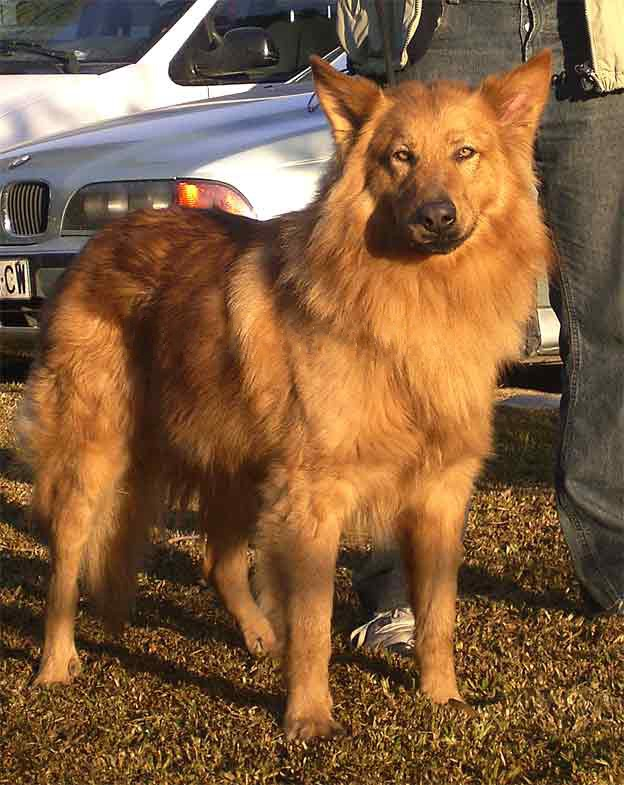
パストール・ガリフィアーノ

パストール・ガリフィアーノ（西: Pastor Garafiano）は、スペインのカナリア諸島、ガリフィア自治区原産の牧羊犬種のひとつである。
別名はガリフィアーノ・シェパード（英：、Garafiano Shepherd)、ガリフィアーノ・スパニッシュ・シェパード・コリー（Garafiano Spanish Shepherd Collie）など。

## 歴史
15世紀に誕生した犬種である。原産地に入植した人々が連れてきた古代犬種がもとで、それが孤立した狭い環境の中で純粋を保ってガリフィアーノになった。
主に牧羊犬として羊を誘導･管理するのに用いられた。その他、家を見張る番犬としても重宝されていた。家畜を夜間に見張ることもできるが、攻撃的な性質が薄いため侵入者に吠えて警告し主人に知らせるだけで、いわゆる護畜犬ではない（警告だけでなく、家畜の護衛として自らが侵入者と戦うのが護畜犬である）。
長らく純血を保ち、原産地を代表する名犬として地元で親しまれてきたが、19世紀にジャーマン・シェパード・ドッグが輸入されるようになるとその状況は一変した。訓練性がガリフィアーノの倍高く、これゆえ段々牧羊作業はシェパードに取って代わられるようになってしまった。このためガリフィアーノの需要は減り、更には能力向上と銘打ってシェパードとの無計画な交雑が進められ、純粋さを失い絶滅の危機に瀕した。又、ガリフィアーノとシェパードは組み合わせが悪く、交雑種にはガリフィアーノには無かった攻撃的な性質が表れて扱いにくくなるという事態にも陥った。これを受けて愛好家はガリフィアーノの犬種クラブを設立、戻し交配などを行ってシェパードの特徴を取り除いて純粋なガリフィアーノを復元する作業を開始した。作業は順調に進み、2004年にスペインのケネルクラブに犬種として公認登録された。現在復元作業はかなり進行し、ほぼ純粋なガリフィアーノの復元に成功した。しかし、まだFCIには公認登録の申請を行っていない。
今日も本種は希少な犬種であることに変わりは無く、まず原産地以外では飼育されていない。大半が実用犬として飼育されている。

## 特徴
筋肉質の体つきをしていて首が太く、脚が長く走るのが速い。胸はやや広い。マズルは細めで、先が尖っている。耳は飾り毛が若干ある立ち耳、尾はふさふさした垂れ尾。コートはやわらかく厚く、少しウエーブがかったロングコートで防寒性が高い。毛色は茶系の色で、胸やのど、腹部や尾先などは白い。マズルにブラック・マスクが入ることもある。体高は雄57〜64cmで雌55〜62cm、体重は雄28〜35kg、雌24〜30kgの大型犬。性格は忠実で従順、物静かで落ち着きがあり、友好的である。仕事は自信を持って精力的にこなすが、それ以外のときは主人のそばや自分の居場所に大人しく座っている。仕事柄により警戒心が強く来客に対しては吠え立てるが、主人が気を許す者に対しては好意的に接する。シェパードと比べると劣るとされるが、しつけの飲み込みと状況判断力は他犬種の平均より高い。通常のしつけは難なく飲み込むが、一貫したトレーニングを行うことでより一層様々なことを学習できる。ただし、知的なため飼い主に主人としての器がないと見透かされた場合は言うことを聞かなくなることもある。運動量は多く、広い場所を駆け回ることも大好きである。